# Léon Bogman

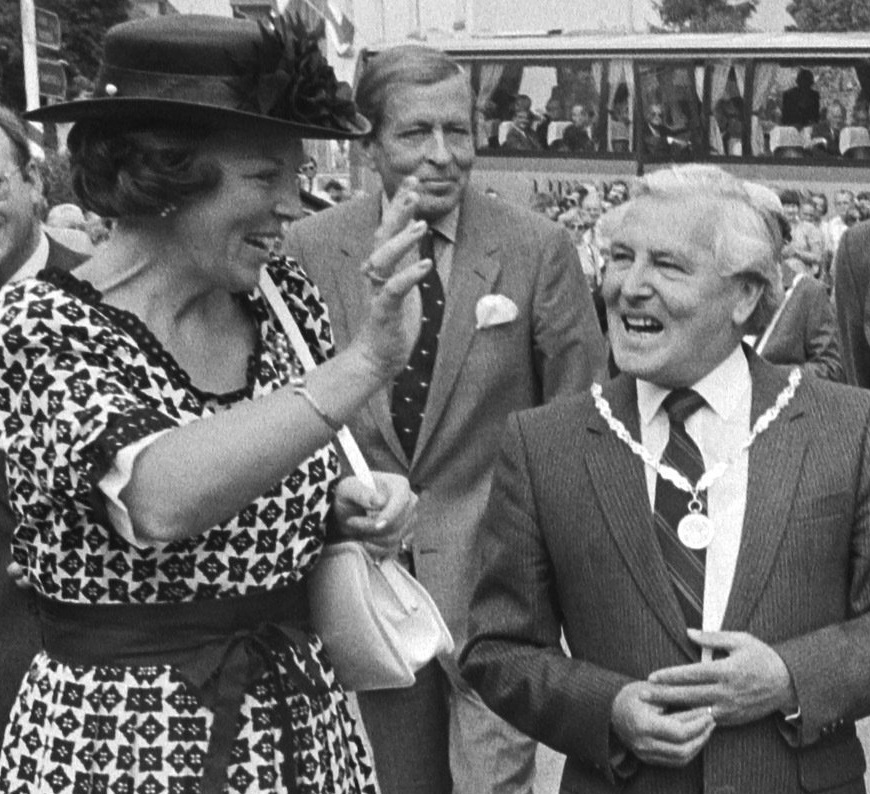
Burgemeester F.L.H. Bogman met koningin Beatrix en Prins Claus tijdens koninklijk bezoek aan Slenaken (1981)

Frans Léon Hubert Bogman (Schimmert, 11 juli 1927 – Maastricht, 19 maart 2020) was een Nederlands burgemeester. Ook vervulde hij enkele andere functies als ambtenaar of bestuurslid.
Hij werd geboren als zoon van J.H. Bogman (1886-1947), die toen burgemeester van Schimmert was. Zelf was hij aan het begin van zijn loopbaan volontair bij die gemeente tijdens het burgemeesterschap van zijn vader. Eind 1947 werd hij ambtenaar bij de gemeente Wijnandsrade en in 1953 bracht hij het daar tot secretaris-ontvanger. Toen zijn relatie met de dochter van de burgemeester aldaar (C.J.M. Snijders) serieuzer werd, kon hij haar vanwege een bepaling in de Gemeentewet pas trouwen indien hij zijn functie opgaf. 
In juni 1962 werd Bogman benoemd tot burgemeester van Slenaken en enkele maanden later vond het huwelijk plaats. In september 1969 werd hij bovendien burgemeester van Noorbeek. In januari 1982 werd Bogman vanwege gezondheidsredenen ontslag verleend als burgemeester van die gemeenten.
F.L.H. Bogman overleed in 2020 op 92-jarige leeftijd. In Noorbeek is naar hem het 'Burgemeester Bogmanplein' vernoemd.